# Chiesa di Santa Maria del Buon Viaggio
La chiesa di Santa Maria del Buon Viaggio è un luogo di culto cattolico di Roma, nel rione Trastevere, situata in Porto di Ripa Grande, 8.
Sorge presso la riva del Tevere, ed era chiamata Santa Maria della torre per la presenza di una delle tante torri che un tempo erano presenti nella zona, come mezzo di difesa dagli attacchi dei Saraceni che risalivano il fiume. Il nome deriva dall'immagine della Madonna del buon viaggio, venerata un tempo dai marinai, conservata successivamente nella chiesa e meta della processione della candelora che svolge ogni anno la confraternita di Santa Maria dell’Orto.
La chiesa fu concessa da papa Gregorio XIII ai chierici della Dottrina cristiana con bolla dell'11 febbraio 1578. Sotto papa Alessandro VII, per ogni barca che approdava alla riva del Tevere si dovevano pagare alla chiesa un dazio di un giulio all'anno.